# Mount Southern
Mount Southern ist ein rund 1000 m hoher Berg bzw. Nunatak im westantarktischen Ellsworthland. Er ragt 2,5 km nordöstlich des Mount Harry und  22,5 km südöstlich der FitzGerald Bluffs auf.
Der US-amerikanische Polarforscher Lincoln Ellsworth fotografierte ihn am 23. November 1935 bei einem Überflug. Der United States Geological Survey (USGS) kartierte ihn anhand eigener Vermessungen und Luftaufnahmen der United States Navy aus den Jahren von 1961 bis 1966. Das Advisory Committee on Antarctic Names benannte ihn 1968 nach dem US-amerikanischen Topographieingenieur Merle Everett Southern (* 1937), der von 1967 bis 1968 an Vermessungsarbeiten des USGS im Marie-Byrd-Land beteiligt war.